# Мацковский, Михаил Семёнович
Михаил Семёнович Мацковский (14 января 1945 года—3 июня 2002 года) — советский и российский учёный-социолог, член-корреспондент РАО (1992).

## Биография
Родился 14 января 1945 года в Москве.
В 1968 году — окончил физический факультет МГУ.
В 1988 году — защитил докторскую диссертацию.
С 1968 и до конца жизни — работал в Институте социологии АН СССР/РАН: сотрудник, главный научный сотрудник.
В 1992 году — избран членом-корреспондентом Российской академии образования от Отделения философии образования и теоретической педагогики.
Михаил Семёнович Мацковский умер 3 июня 2002 года в Москве.

## Научная деятельность
Область научных интересов: социология семьи.
В 1991 году, продолжая работать в Институте социологии, создал и возглавил одну из первых в России независимых исследовательских организаций в области социологии — Центр общечеловеческих ценностей.
Основные труды
- Современная семья и её проблемы (в соавт.). М., 1978;
- Современная американская семья как объект эмпирического исследования II США глазами американских социологов. М., 1982;
- Фундаментальные программы исследования брака и семьию. М., 1989;
- Социология семьи. Проблемы, теории, методологии и методики. — М.: Наука, 1989;
- Семья на пороге третьего тысячелетия (соред.). М., 1995;
- Families Before and AfterPerestroika: Russian and U.S. Perspectives (co-editor). N.Y.-L., 1994.